# Pinehurst (Geòrgia)
Pinehurst és una població dels Estats Units a l'estat de Geòrgia. Segons el cens del 2000 tenia 307 habitants.

## Demografia
Segons el cens del 2000, Pinehurst tenia 307 habitants, 145 habitatges, i 87 famílies. La densitat de població era de 116,2 habitants/km².
Dels 145 habitatges en un 22,1% hi vivien nens de menys de 18 anys, en un 42,1% hi vivien parelles casades, en un 15,9% dones solteres, i en un 40% no eren unitats familiars. En el 39,3% dels habitatges hi vivien persones soles el 13,8% de les quals corresponia a persones de 65 anys o més que vivien soles. El nombre mitjà de persones vivint en cada habitatge era de 2,12 i el nombre mitjà de persones que vivien en cada família era de 2,8.
Per edats la població es repartia de la següent manera: un 19,9% tenia menys de 18 anys, un 8,1% entre 18 i 24, un 23,5% entre 25 i 44, un 29,6% de 45 a 60 i un 18,9% 65 anys o més.
L'edat mediana era de 44 anys. Per cada 100 dones de 18 o més anys hi havia 86,4 homes.
La renda mediana per habitatge era de 25.000 $ i la renda mediana per família de 43.000 $. Els homes tenien una renda mediana de 23.750 $ mentre que les dones 21.250 $. La renda per capita de la població era de 15.673 $. Entorn del 14,4% de les famílies i el 16,8% de la població estaven per davall del llindar de pobresa.

## Poblacions més properes
El següent diagrama mostra les poblacions més properes.